# Ptygura tihanyensis
Ptygura tihanyensis är en hjuldjursart som beskrevs av Zoltan Varga 1937. Ptygura tihanyensis ingår i släktet Ptygura och familjen Flosculariidae. Inga underarter finns listade i Catalogue of Life.